# Factor estimulante de colonias de granulocitos
El factor estimulante de colonias de granulocitos ( G-CSF, GCSF o CSF 3 por sus siglas en inglés (Granulocyte colony-stimulating factor), es una glucoproteína que se produce en diferentes tejidos y promueve la maduración de células precursoras localizadas en la médula ósea a neutrófilos, un tipo de glóbulo blanco presente en la sangre. También favorece la activación de los neutrófilos y su liberación al torrente sanguíneo. El factor estimulante de colonias de granulocitos se incluye en el grupo de sustancias llamadas factores de crecimiento
Cuando tiene lugar una infección bacteriana, la liberación de G-CSF aumenta de forma natural, debido a que algunos componentes del agente infeccioso estimulan su producción. El G-CSF produce un aumento en la maduración de los neutrófilos y su liberación a la sangre. Los neutrófilos a su vez atacan a los agentes infecciosos, favoreciendo su destrucción.
La producción de Factor estimulante de colonias de granulocitos en el laboratorio, mediante el empleo de técnica recombinante, ha permitido disponer de las cantidades necesarias para emplear la sustancia en el tratamiento de enfermedades. La proteína que se obtiene es idéntica a la proteína humana, presentando como única diferencia el añadido de una única metionina en un extremo de la molécula. Se utiliza como medicamento con el nombre de Filgrastim con varias indicaciones, una de ellas es incrementar el número de células hematopoyéticas precursoras en los donantes de médula ósea, antes de recoger el tejido para realizar un trasplante de médula. También se emplea para estimular la producción de granulocitos en pacientes con cáncer que reciben tratamientos que causan un descenso en los recuentos de glóbulos blancos.

## Descubrimiento
La sustancia fue descubierta en el Walter and Eliza Hall Institute de Australia en 1983, aislándose de ratones de laboratorio. Posteriormente se descubrió la molécula humana que fue clonada por grupos de investigadores en Japón, Alemania y Estados Unidos en 1986.

## Funciones biológicas
El G-CSF es producido por diferentes células del organismo, incluyendo células endoteliales, macrófagos y otras células del sistema inmunitario. La proteína natural humana existe en dos formas que constan de 174 y 180 aminoácidos, con un peso molecular de 19.600 gramos por mol. La forma más abundante y también la más activa, la de 174 aminoácidos, ha sido utilizada en el desarrollo de productos farmacéuticos mediante tecnología de recombinación de ADN.
El receptor para el G-CSF está presente en las células precursoras de la médula ósea, y cuando es estimulado produce como respuesta la proliferación y diferenciación de las células precursores que se convierten en granulocitos maduros. El G-CSF induce también la movilización de los granulocitos que partiendo de la médula ósea se dirigen a la corriente sanguínea, aunque esto no afecta directamente a los progenitores hematopoyéticos que son movilizados.
Además de los efectos en el sistema hematopoyético, el G-CSF puede también actuar en las células neuronales como factor neurotrófico. De hecho su receptor es expresado por las neuronas del cerebro y médula espinal. La acción del G-CSF en el sistema nervioso central es inducir la neurogénesis, para incrementar la neuroplasticidad y contrarrestar la apoptosis. Estas propiedades están actualmente siendo investigadas para el tratamiento de enfermedades neurológicas como la isquemia cerebral.

## Uso terapéutico
El G-CSF estimula la producción de glóbulos blancos. En hematología y oncología se emplea una forma recombinante de esta glucoproteína para facilitar la recuperación de los pacientes con cáncer que sufren neutropenia como efecto secundario de la quimioterapia. Uno de los efectos secundarios más importantes de la quimioterapia es que causa mielosupresión, provocando unos niveles demasiado bajos de glóbulos blancos en sangre, lo cual puede provocar infecciones severas y sepsis.